# Āreka
Āreka är en ort i Etiopien.   Den ligger i regionen Southern Nations, i den centrala delen av landet, 250 km sydväst om huvudstaden Addis Abeba. Āreka ligger 1 737 meter över havet och antalet invånare är 33 150.
Terrängen runt Āreka är platt åt nordost, men åt sydväst är den kuperad. Runt Āreka är det tätbefolkat, med 511 invånare per kvadratkilometer. Närmaste större samhälle är Sodo, 19,3 km söder om Āreka. Omgivningarna runt Āreka är en mosaik av jordbruksmark och naturlig växtlighet.